# Перикли Фоти
Перикли Фоти български общественик, деец на арумънската емиграция в България.

## Биография
Роден е в 1889 година. Установявав се в България и е представител на македонската влашка организация в Съюза на македонските емигрантски организации. През декември 1921 година е делегат на Учредителния конгрес на Македонската федеративна емигрантска организация и е избран в Постоянното бюро на конгреса.
Умира в 1977 година.